# 邪馬台国 (雑誌)
邪馬台国（やまたいこく）は、梓書院が発行している歴史雑誌。季刊（奥付上の表題は「季刊邪馬台国」）。記事内容は古代史や考古学をテーマとしている。

## 概要
1979年（昭和54年）7月に創刊。責任編集者（編集長）は、初代が芥川賞作家で邪馬台国研究家の野呂邦暢、野呂急逝の後は産能大学教授の安本美典。毎号異なるテーマを立て、それに沿った内容を構成するが、その大半が安本と編集部によって整理されたものであるところに特徴がある。近年は同じテーマを何号かにわたって特集することが多い。
公式webサイトによると、「奥野正男はこの雑誌に投稿した論文が学界で認められ、大学教授にもなっている」という。また責任編集者の安本は邪馬台国九州説の論客であるが、公式ページでは「編集長の安本美典産能大教授は、邪馬台国は北部九州の甘木にあったとする九州説の立場だが、もちろん畿内説でも、そのほかの説でも論旨が通っていれば掲載をためらうことはない。」としている。 
九州説論者に対する批判が載ることもある。例えば安本は古田武彦の論敵としても知られるが、かつては古田もこの雑誌に寄稿しており、邪馬台国論争について本誌誌上で古田と安本の論争が行われたこともある。また古田が『東日流外三郡誌』に依拠して『真実の東北王朝』を出版した際にも、安本は誌上で批判を行っている。
2009年以降は箸墓古墳の年代測定結果を批判する特集を連発しており、特に朝日新聞の報道を「捏造」と断じ、同紙の渡辺延志記者を名指しで批判する特集を組んでいる。